# 20193 Yakushima
20193 Yakushima è un asteroide della fascia principale. Scoperto nel 1997, presenta un'orbita caratterizzata da un semiasse maggiore pari a 2,6550548 UA e da un'eccentricità di 0,1985633, inclinata di 10,54704° rispetto all'eclittica.